# Sonnac-sur-l’Hers
Sonnac-sur-l’Hers település Franciaországban, Aude megyében. Lakosainak száma 137 fő (2022. január 1.). Sonnac-sur-l’Hers Camon, Montbel, Chalabre, Corbières, Courtauly és Saint-Benoît községekkel határos.

## Népesség
A település népessége az elmúlt években az alábbi módon változott:
| Lakosok száma | 135  | 108  | 114  | 142  | 163  | 146  | 135  | 130  | 133  | 137  |
|               | 1968 | 1982 | 1990 | 2006 | 2013 | 2015 | 2017 | 2019 | 2020 | 2022 |